# 40エーカーとラバ1頭
40エーカーとラバ1頭（40エーカーとラバいっとう、40 acres and a mule）とは、南北戦争後に解放されたアフリカ系アメリカ人の奴隷（解放奴隷）に対して約束された補償を意味する言葉である。農地とするための40 エーカー（16 ヘクタール）の土地と、鍬（くわ）代わりの1頭のラバを与えることにより、その土地で耕作ができる、というものだった。アメリカ合衆国では解放奴隷に対する「破られた約束」の代名詞として知られている。
40エーカーは、クォーターセクションの4分の1の広さ（クォーター・オブ・クォーターセクション）である。解放奴隷に対する補償は、以前は白人が所有していた土地の使用許可で、世帯主に対して与えられた。それは1865年1月16日にウィリアム・シャーマン少将（William T. Sherman）が発布した第15土地特令の産物であった。シャーマンの特例は、サウスカロライナ州、ジョージア州 、そしてフロリダ州の沿岸地帯に住む黒人家族に適用され、「チャールストンの島々、海から30マイル離れた川沿いの南部の休耕田、そしてフロリダ州セント・ジョーンズ川沿いの土地」が割り当てられた。シャーマンの特例は、実際にはラバに関して一言も触れていなかったが、軍がその話を広めた。当時の連邦および州のホームステッド法による定住許可は、4分の1セクションから1セクションまでの範囲だった。
アメリカ合衆国大統領エイブラハム・リンカーンの暗殺後、後継者のアンドリュー・ジョンソンはシャーマンの特例を廃止した。ジョンソンは（第60上院法案として知られる）連邦法の立法化に拒否権を使用したと言われるが、これには誤解がある。実際に彼が拒否した解放黒人局法案は、土地またはラバの使用許可について一切言及していなかったのである。（別の解放奴隷法案がジョンソンの再拒否を翻した後に成立したが、それもまた土地使用許可には言及していなかった。）
1865年までに約10,000人の解放奴隷たちが、ジョージア州とサウス・カロライナ州の400,000エーカー（160,000ヘクタール）の土地に移り住んだ。その後すぐ、 アンドリュー・ジョンソン大統領は特例を取り消し、元の白人の地主に土地を返還した。このためこのフレーズは、レコンストラクションおよびアフリカ系アメリカ人支援における失敗を意味するものとなった。

## 大衆文化の中での引用
- 所得税詐欺師たちは、アフリカ系アメリカ人は奴隷補償の税額控除の資格がある、アフリカ系アメリカ人は課税対象から40エーカーとラバ1頭の代金を控除することができる、などと吹聴した。IRS（アメリカ合衆国内国歳入庁）は、これらはばかげた話であり、そのような話に乗って所得税を逃れぬよう人々を訴追した [1]。
- 風刺ニュース番組 『ザ・デイリー・ショー』の2008年11月6日の回で、ベテラン黒人記者ラリー・ウィルモアがバラク・オバマの大統領選について発言した際、「我々はずっと40エーカーとラバ1頭さえあれば満足だ」と発言した。
- E・L・ドクトローは、2005年に『ザ・マーチ』という本の中でシャーマンの特例の話を小説化した。
- 『マルコムX』などで知られる著名なアフリカ系アメリカ人の映画監督スパイク・リーは、自身の制作会社に40エーカー・アンド・ア・ミュール・フィルムワークス（40 Acres & A Mule Filmworks、40エーカーとラバ1頭映画）と名付けた。
- 映画『風と共に去りぬ』の中に、カーペットバッガー（南部に移住してきた北部人）が解放奴隷たちの前で「40エーカーとラバ1頭がもらえる」と話すシーンがある。
- 映画『ワイルド・ワイルド・ウエスト』で、騎兵大尉ジェームズ・ウェストが「40エーカーとラバ1頭をもらえたかもしれない」と言われた。
- テレビドラマ『ザ・ホワイトハウス』のエピソード「Six Meetings Before Lunch」で、シャーマンの第15土地特令と「40エーカーとラバ1頭」というフレーズが引用された。
- テレビドラマ『マイネーム・イズ・アール』のあるエピソードの中で、登場人物のジョイ・ターナーがこのフレーズを引用した。アフリカ系アメリカ人の夫ダーネルが彼女に対して彼の家族がカナダから移住して来ると話したとき、彼女は「彼らがラバたちとやって来るとき、あなたは私にその話をさせるわ！」と話した。
- ボーン・サグズン・ハーモニーのアルバム『Thug Stories』の「Put Me in a Cell」という歌の歌詞に「waiting on my forty acres and a blunt to blaze from the slavery you gave me a racist way」という部分がある。
- アルバム『2pac + Tha Outlawz』の「Dear Mr. President」というタイトルの歌で、ヒップホップMCの2パック （2pac）がビル・クリントン大統領に対して「Where's our 40 acres and a mule fool?」と尋ねている。
- ヒップホップMCカニエ・ウェストの2004年のヒットソング「All Falls Down」の歌詞の中に「We tryin' to buy back our 40 acres」という部分がある。
- ヒップホップMCナズはアルバム『Nastradamus』の中の「You Owe Me」という歌の中で「Owe me back like you owe your tax/Owe me back like 40 acres to blacks」と歌っている。
- ファンクバンド・パーラメントは「Washington D.C.」と「Chocolate City」のいう歌の中で40エーカーとラバ1頭を引用している：「Uh, we didn't get our 40 acres and a mule but we did get you, CC」。
- ロックバンドGov't Muleの歌「Mule」の中で、ウォーレン・ヘインズは「Where's my mule? Where's my forty acres?」と歌っている。
- ラッパージェイ・Zは「Say Hello」という歌の中で「Y'all ain't gave me 40 Acres and a mule/So I got my Gloc 40 now I'm cool」と歌っている。
- ヒップホップ・グループ・パブリック・エナミーのアルバム『Fear of a Black Planet』の中の「Who Stole the Soul?」という歌の歌詞に「Got a question for Jack ask him 40 acres and a mule Jack」という部分がある。
- ヒップホップ・アーティストネリーは「Nellyville」という歌の中で、空想の都市について触れながら、「40 acres and a mule, fuck that, Nellyville, 20 acres and a pool」と歌っている。
- フィッシュスケイルズは「On my way to Georgia」という歌の中で「40 acres and mule give me 2 and a porsche」と歌っている。